# Dioscorea perdicum
Dioscorea perdicum là một loài thực vật có hoa trong họ Dioscoreaceae. Loài này được Taub. mô tả khoa học đầu tiên năm 1892.